# آتشک
آتشک یا بادزدگی (به انگلیسی: Blight یا Fire Blight) با عامل باکتریایی Erwinia amylovora یکی از مهم‌ترین بیماری‌های درختان میوه دانه‌دار (سیب، گلابی و به) و گیاهان خانواده گلسرخیان می‌باشد. این بیماری نوعی از بیماری‌های گیاهی است که از مهم‌ترین بیماری درختان میوه گلابی و به در جهان است. در برخی سال‌ها این بیماری روی درختان سیب خصوصاً انواع حساس نظیر رقم فوجی، گالا و ارقام محلی ایران نظیر رقم شفیع‌آبادی خسارت می‌زند ولی به‌طور معمول شدت خسارت بیماری آتشک روی درختان سیب از دو میزبان دیگر یعنی گلابی و به به مراتب کم‌تر است. اولین گزارش در مورد مشاهده بیماری آتشک به سال ۱۷۹۳ میلادی بازمی‌گردد.

## تاریخچه
این بیماری برای اولین بار در دره رودخانه هودسن در ایالات متحده آمریکا روی درختان سیب، گلابی و به مشاهده شد. احتمالاً سیب‌های وحشی بومی این قاره میزبان‌های اولیه این بیماری بوده‌اند. بیماری همراه با توسعه باغ‌های سیب و گلابی، به تدریج در تمامی آمریکا و بخشی از کانادا پراکنده شده و سپس همراه با میوه‌های آلوده صادراتی از آمریکا به انگلستان منتقل شد. انتقال بیماری به این کشور موجب انتشار آن در سرتاسر اروپا، ترکیه، مصر، لبنان و سپس ایران شد. این بیماری برای اولین بار در سال ۱۳۶۸ در ناحیه برغان کرج در استان تهران مشاهده شد. بیماری آتشک طی سال‌های اولیه خسارت گسترده‌ای را در استان‌های تهران، قزوین، آذربایجان غربی و آذربایجان شرقی به بار آورد، به همین دلیل بخش قابل توجهی از باغ‌های گلابی احداث شده با استفاده از ارقام حساس یا نیمه حساس به بیماری نظیر ارقام شاه‌میوه، دوشس و پیغمبری (سردرودی) طی این سال‌ها ریشه کن شده و توسعه باغ‌های گلابی برای سال‌های متوالی در این مناطق تقریباً به‌طور کامل متوقف شد. برعکس باغ‌های گلابی احداث شده با استفاده از ارقام مقاومتر نظیر ارقام درگزی، اسپادونا و بیروتی، سال‌های طغیان بیماری را با سهولت بیشتری پشت سر گذاشته و مجدداً توانستند تولید اقتصادی خود را از سرگیرند.

## سیر آفت
مشاهدات انجام گرفته در مناطق مختلف کشور نظیر استان‌های تهران، قزوین، آذربایجان غربی و خراسان رضوی بیانگر اینست که در صورت ورود بیماری آتشک برای نخستین بار در یک منطقه، میزان خسارت بیماری طی سال‌های ابتدایی بسیار شدید خواهد بود. لیکن به تدریج پس از ریشه کن شدن میزبان‌های بسیار حساس، بیماری به تدریج به تعادل رسیده و فقط در برخی سال‌ها که شرایط آب و هوایی برای توسعه بیماری مناسب است، روی انواع حساس خسارت بیماری قابل توجه خواهد بود. در چنین مرحله‌ای مدیریت مطلوب و به موقع بیماری، علی‌الخصوص استفاده از ارقام متحمل به بیماری برای احداث باغ>های جدید سبب مهار آن شده و کنترل بیماری بار مالی زیادی به دوش تولیدکننده نخواهد گذاشت.
آتشک در اثر عفونت با یک بیمارگر (پاتوژن) رخ می‌دهد و مرگ سریع برگ، جوانه، شاخه و اندام گیاهی از آثار آن است.
پیش از مرگ این اندام‌ها معمولاً نخست زردی (کلروز) و قهوه‌ای شدن در گیاه دیده می‌شود.

## عامل بیماری، نحوه انتشار و چرخه زیستیباکتری
باکتری Erwinia amylovora، عامل بیماری آتشک می‌باشد و این باکتری روی میزبان‌های مختلف خانواده گلسرخیان (Rosaceae)، به ویژه گلابی، سیب، به، ازگیل، زالزالک، گلسرخ و … ایجاد بیماری می‌کند. باکتری غالباً در تراوشات چسبناک سرشاخه‌ها، بافت‌های اطراف شانکرتنه‌های آلوده و روی سرشاخه‌ها زمستان گذرانی می‌کند. چرخه زندگی باکتری شامل دو فاز بهاره و زمستانه می‌باشد.
فاز بهاره هم‌زمان با آلودگی اولیه در زمان شکوفه دهی و بلایت شکوفه‌ها می‌باشد.
فاز زمستانه از اواخر فصل تابستان تا اوایل پاییز هم‌زمان با آلودگی‌های ثانویه و پیدایش شانکرها شروع می‌شود.
درآلودگی بهاره، شانکرها و پوست مردگی‌های کوچک و بزرگ تنه و شاخه‌های درخت آلوده مهم‌ترین منبع آلودگی محسوب می‌شود. در بهاربا عمل جذب آب و مساعدشدن شرایط، باکتری عامل بیماری به سرعت تکثیر پیدا کرده و همراه با تراوشات چسبناک از منافذ گیاه به بیرون نشت می‌کند. حشرات، پرندگان، باد، باران و انسان در انتقال باکتری از درخت آلوده به درختان سالم نقش دارند. در میان حشرات زنبورها نقش مؤثری درانتقال عامل بیماری به شکوفه‌های سالم دارند. هرشکوفه آلوده خود به عنوان یک منبع آلوده‌کننده ثانویه عمل می‌کند.
باکتری می‌تواند از طریق منافذ طبیعی گیاه، زخم‌های ناشی از شکستگی، هرس، ریزش برگ‌ها و… به داخل گیاه نفوذ پیدا کرده و به سرعت گیاه را مبتلا  کند.
توسعه بیماری به شرایط اقلیمی وابسته است. درسالهایی که رطوبت به علت بارندگی فراوان و وجود شبنم بالا بوده و دمای هوا تقریباً معتدل باشد، باکتری‌ها به سرعت در شهد گل تکثیر پیدا می‌کنند. درصورتی‌که آلودگی شکوفه‌ها کنترل نشود، آلودگی به سرشاخه‌ها انتقال یافته و به سرعت کل گیاه آلوده خواهد شد. در این شرایط خسارت وارده به درختان بسیار بالا و غیرقابل جبران خواهد بود.
بنابراین در روزهای نسبتاً گرم و بارانی بهار که هم‌زمان با مرحله باز شدن گل‌ها است، خطر زیادی وجود دارد که گل‌ها مورد حمله باکتری قرار گیرند. در این زمان فعالیت حشرات نیز بیشتر شده و درصورت وقوع طوفان یا تگرگ احتمال بوجودآمدن زخم‌های فیزیکی نیز افزایش می‌یابد.

## راه‌های پیشگیری و کنترل بیماری
انواع مقاوم به بیماری به تدریج جایگزین انواع حساس شوند.
از کاشت درختان بسیار حساس به این باکتری مانند به و زالزالک به‌عنوان بادشکن در اطراف باغ‌ها خودداری شده و به‌جای آن‌ها از درختان غیر مثمر استفاده شود.
از کاشت توأم چندین گیاه میزبان باکتری مانند سیب، به و گلابی در یک باغ خودداری شود.
مصرف کودهای ازته به حداقل برسد.
حساسیت به بیماری آتشک در خاک‌های اسیدی بیشتر است. توصیه می‌شودpH خاک‌ها در باغ‌های جدید قبل از کاشت نهال‌ها با افزودن آهک کنترل و تنظیم شود.
عملیات هرس می‌بایست تا حد امکان در فصل زمستان انجام گیرد.
ازانجام عملیات هرس در روزهای بارانی و مرطوب جداً خودداری شود.
هرس‌های صحیح بسته به میزان و شرایط آلودگی بین ۱۵ تا ۳۰ سانتی‌مترپایین تر ازمحل مشاهده علائم ظاهری بیماری الزامی است.
با بازدید نهال‌ها، سرشاخه‌های درختان و گیاهان زینتی میزبان مانند رز، سعی شود بیماری در آلودگی‌های اولیه کشف و ریشه کن شود.
به محض مشاهده علائم اولیه بیماری، شاخه‌های آلوده درختان بیمار به سرعت هرس و سم‌پاشی شوند.
شاخه‌های هرس شده منبع مهم آلودگی هستند، لازم است این شاخه‌ها فوراً و بااحتیاط در خارج از باغ سوزانده شود.
با هرعمل هرس روی شاخه‌های آلوده درختان بیمار، ابزارهای هرس کاملاً با بردوفیکس  رقیق نشده یا ترکیب بردو ضدعفونی شود.
درصورت شدت آلودگی و رسیدن شانکر یا پوست مردگی به تنه اصلی، درخت باید به‌طور کامل حذف و سوزانده شود.
شکوفه‌های ثانویه درختان حذف گردند.
جهت جلوگیری از زمستان گذرانی باکتری در محل پوست مردگی‌ها یا شانکرها، این محل‌ها باید دقیقاً روی درختان آلوده شناسایی، حذف و بعد از رسیدن به بافت سالم، گیاه با بردوفیکس رقیق نشده پانسمان گردد.
سم پاشی درختان با بردوفیکس ۵ درهزار بلافاصله بعد از هرس یا پس از وقوع باران شدید، تگرگ، طوفان و هرعامل تنش زای دیگر.
سم پاشی با بردوفیکس ۱۰هزار پس از ریزش ۷۰ درصد برگ‌ها در پاییز
سم پاشی با بردوفیکس ۱۰ در هزار قبل از تورم جوانه‌ها
سم پاشی با بردوفیکس ۵ در هزارهنگام باز شدن ۵ درصد، ۵۰ درصد، و ۱۰۰درصد شکوفه‌ها
درصورت وجودآلودگی، سم پاشی با  بردوفیکس ۵ در هزاربعد از گلدهی درسه نوبت بافواصل ۱۰ روزه تکرارشود.

## نگارخانه

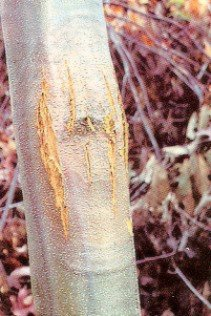
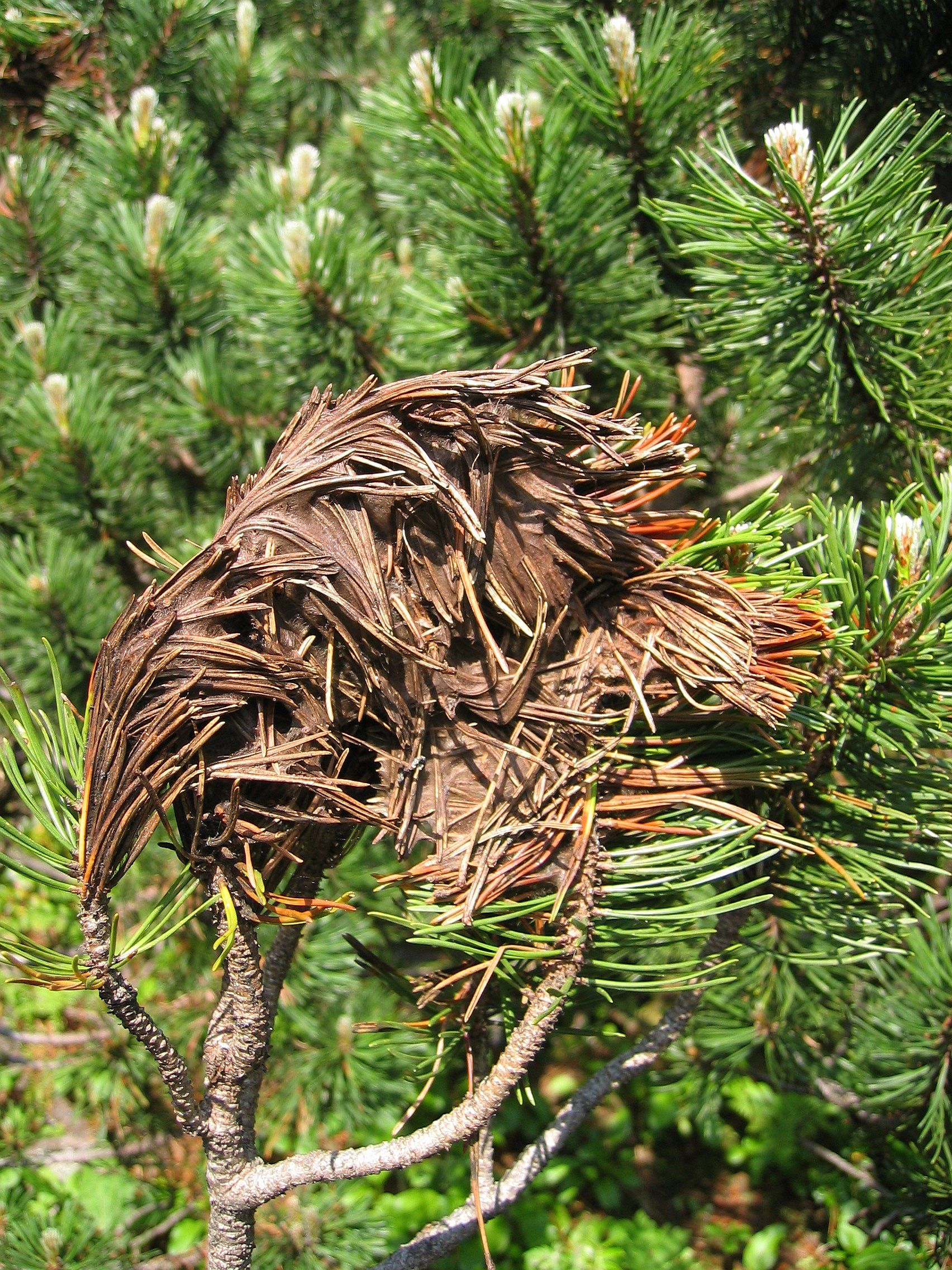
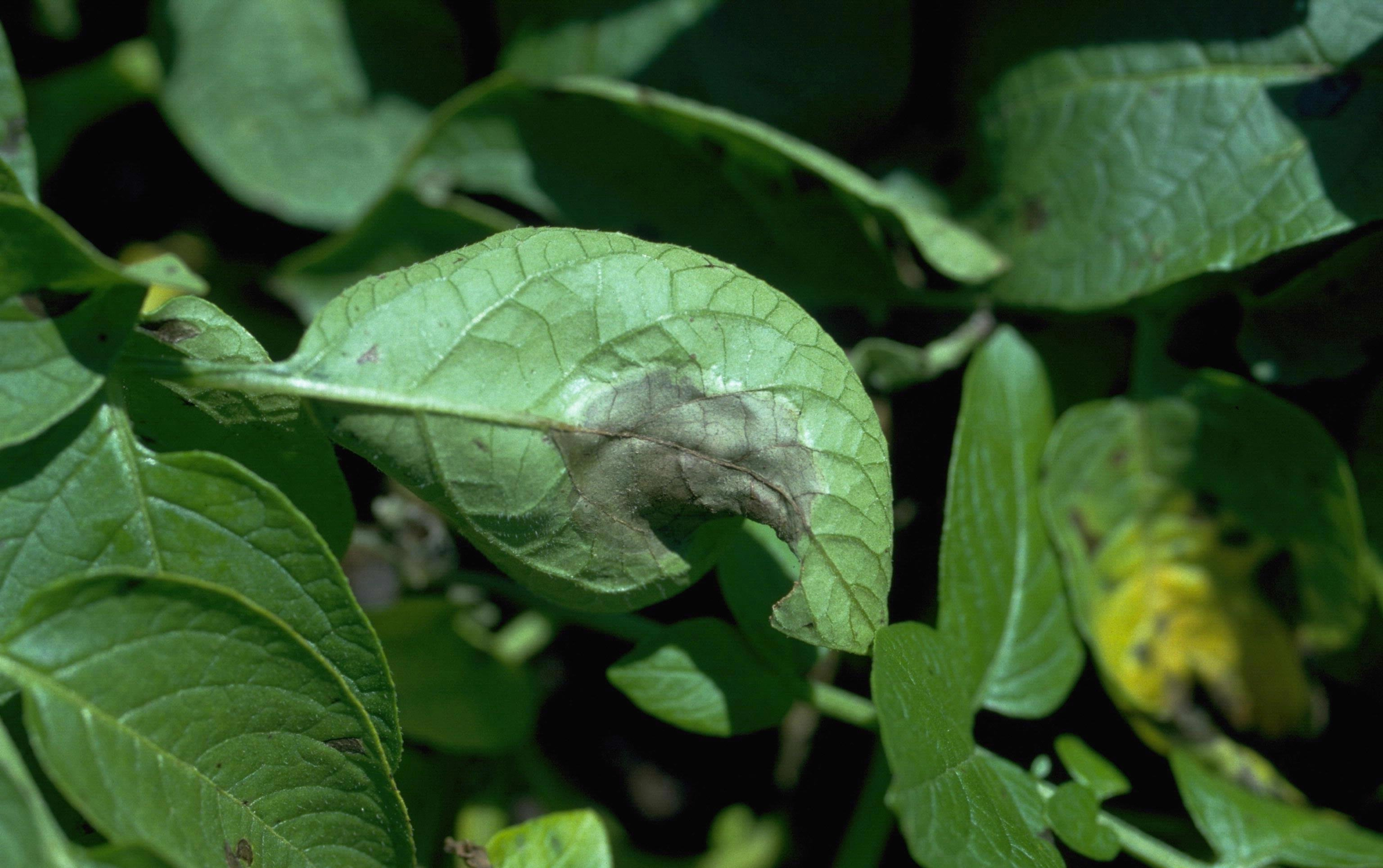
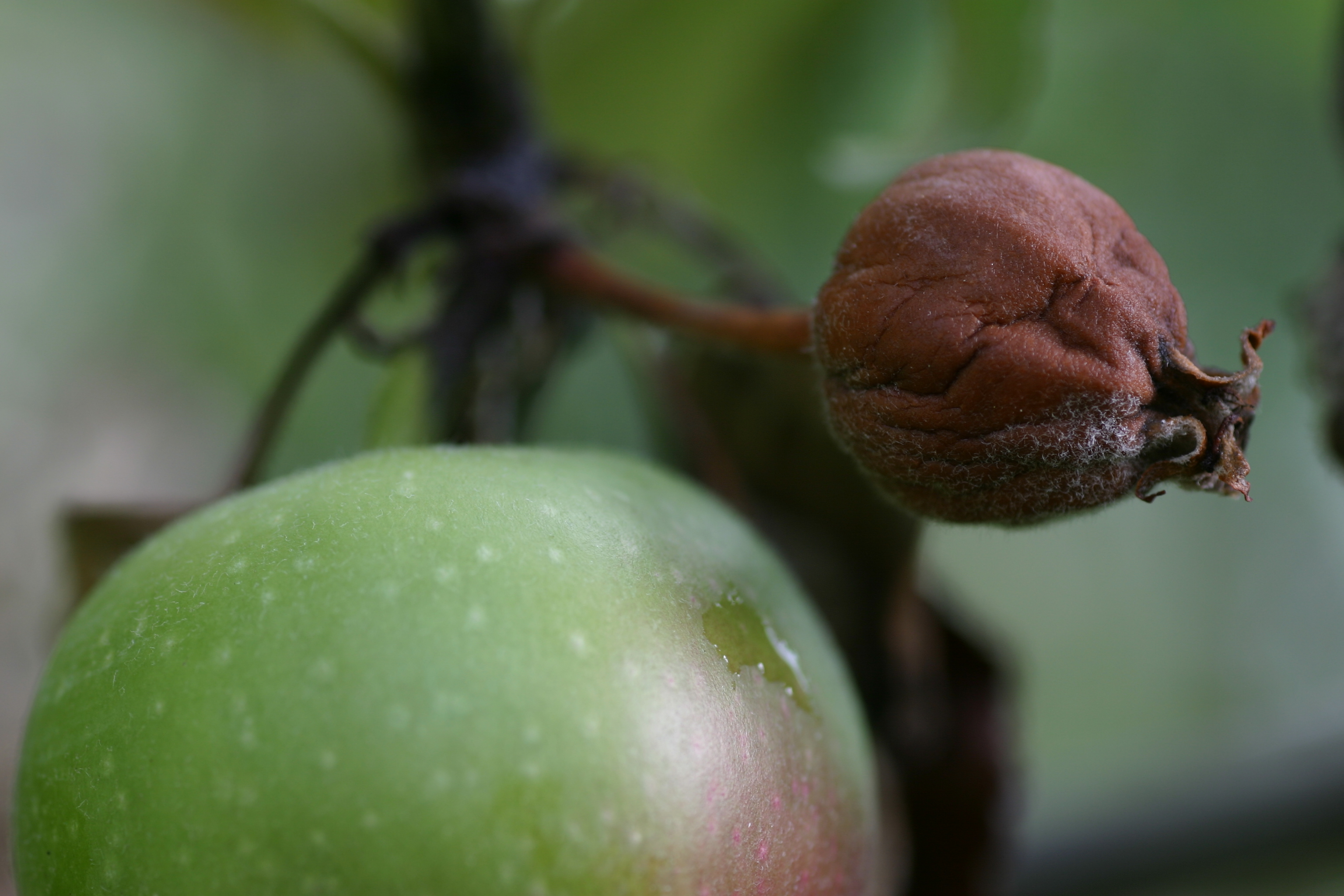